# The Mountain and the Viper
«The Mountain and the Viper» (La Muntanya i l'Escurçó) és el vuitè episodi de la quarta temporada, el 38è del total, de la sèrie televisiva Game of Thrones de la productora nord-americana HBO. L'episodi va ser escrit per David Benioff i D.B. Weiss i dirigit per Alex Graves. Es va estrenar l'1 de juny del 2014.

## Argument

### Al Mur
Gilly (Hannah Murray) manté una tensa conversa amb una prostituta, abans que Vila Talp sigui atacada per Styr (Yuri Kolokolnikov), Tormund Matagegants (Kristofer Hivju), i els seus exèrcits. Gilly és descoberta per Ygritte (Rose Leslie), però salva la vida quan Ygritte s'adona del seu nadó. Les notícies de l'atac arriben al Mur on Samwell (John Bradley) lamenta haver traslladat a Gilly a Vila Talp i es pregunta si encara està viva. Amb l'atac de Mance Rayder, els homes de la Guàrdia de la Nit valoren les seves possibilitats davant els exèrcits salvatges.

### Al Nord
Ramsay Snow (Iwan Rheon) assaja el seu pla amb Reek (Alfie Allen), que es fa passar pel seu antic ésser, Theon Greyjoy. Muntant a cavall, amb una bandera blanca, Theon entra al Fossar Cailin i és rebut per Ralf Kenning (Grahame Fox). Theon li posa les condicions per la seva rendició que Kenning pretén reduir, abans de ser assassinat pels seus propis homes que assumeixen el comandament i accepten les exigències.Emperò, un cop els fills del ferro han obert les portes del fossar, Ramsay i el seu exèrcit els maten a tots. Com a recompensa per la victòria, el senyor Roose Bolton (Michael McElhatton) legitima Ramsay per convertir-lo en un veritable Bolton. Després, tots junts, es dirigeixen a Hivernplè.

### A tavés del Mar Estret
Missandei (Nathalie Emmanuel) sorprèn al Cuc Gris (Jacob Anderson) mirant-la mentre es banya. Ella ho explica a Daenerys (Emilia Clarke) a qui li expressa el seu desig de tenir una relació amb ell però això és impossible, ja que tots els immaculats es fan eunucs a una edat primerenca. Més tard, Ser Barristan (Ian McElhinney) rep una carta de la Mà del Rei i la mostra a Ser Jorah (Iain Glen), explicant que es tracta d'un indult reial signat per Robert Baratheon, a canvi d'espiar a Daenerys. Jorah, admet la culpa i és exiliat de Meereen per sempre.

### A la Vall d'Arryn
Després d'haver assassinat a Lysa, Petyr Baelish (Aidan Gillen) és interrogat per Lord Yohn Royce (Rupert Vansittart) i per altres membres de la noblesa de la Vall d'Arryn.. Petyr afirma que Lysa es va suïcidar llançant-se per la Porta de la Lluna, però els oients no se'l creuen massa i li retreuen els seus prostíbuls a Port Reial i la seva sang estrangera. Royce exigeix parlar amb Sansa (Sophie Turner), que es fa passar per la neboda de Petyr, Alayne. Sansa està a punt d'enfonsar-se per la pressió i admet la seva veritable identitat i ratifica la versió de Petyr, convencent-los de la seva innocència. Després Petyr intenta convèncer els nobles que seria convenient treure Robin Arryn (Lino Facioli) del Niu d'Àguiles perquè s'espavili i aprengui a usar l'espasa. Més endavant Petyr li demana a Sansa perquè va mentir i ella li respon que no se'n fiava dels senyors de la Vall, en canvi a ell ja el coneixia. Finalment, Petyr, Sansa i Robin deixen el Niu d'Àguiles per recórrer la Vall.

### A prop del Niu d'Àligues
Sandor «El gos» Clegane (Rory McCann) i Arya Stark (Maisie Williams) arriben al Niu d'Àligues. A l'arribar a la Porta de Sang Donnel Waynwood (Alisdair Simpson) els informa de la mort de Lady Arryn. Arya, en lloc de plorar per la pèrdua de la seva tia, es posa a riure histèricament.

### A Port Reial
Poc abans de començar el judici per combat Tyrion (Peter Dinklage) avalua les seves possibilitats amb el seu germà Jaime (Nikolaj Coster-Waldau). Quan Tyrion és dut fora, té una breu conversa amb el seu campió, Oberyn (Pedro Pascal), que és confiat. Ser Gregor "The Mountain" Clegane (Hafþór Júlíus Björnsson) arriba poc després i comença el combat. Durant la lluita, Oberyn exigeix a la Muntanya que admeti que va violar i assassinar la seva germana Elia i els seus dos fills. Oberyn té l'esperança que la Muntanya confessi i admeti que va ser Tywin (Charles Dance) qui va donar l'ordre. Finalment reconeix les acusacions i posa els dits dins els ulls d'Oberyn i li reventa el crani, després cau al costat del cadàver del seu enemic.Tywin proclama la condemna a mort de Tyrion Lannister.

## Producció

### Continguts de les novel·les
Aquest episodi inclou continguts de tres de les novel·les de George R.R. Martin: Tempesta d'espases (Daenerys V-VI i Tyrion X), Festí de Corbs (Alayne I i Alayne II) i Dansa de Dracs (Reek II).

## Audiències i crítiques

### Audiències de televisió
«The Mountain and the Viper» va registrar una audiència de 7,17 milions d'espectadors durant l'estrena.

### Crítica
Aquest episodi va ser molt elogiat tant per la crítica com pel públic. El punt culminant va ser la lluita entre Oberyn i La Muntanya. A Rotten Tomatoes va obtenir una puntuació d'un 97%, basada en 30 comentaris. «Amb una de les escenes més espantoses vistes fins ara aquest episodi acaba amb un final molt tens. Val la pena l'espera.»
Todd VanDerWerff escriu a The A.V. Club que l'episodi es mereix una A i elogia la posada en escena de la lluita final pel director Alex Greus. Erik Adams, també per The A.V. Club, li dona una A. Terri Schwartz escrivint per Zap2it.com afirma que aquest episodi és un dels més forts vistos fins ara. I això és justament el tipus de final que es mereix la mort d'Oberyn.

### Distincions
L'episodi va guanyar un premi Emmy per la Millor Direcció Artística en una sèrie contemporània o de fantasia (Single-Camera).